# Errol Sawyer
Errol Francis Sawyer (Miami (USA), 8 augustus 1943 – Amsterdam, 24 december 2020) was een Amerikaanse fotograaf. De laatste twintig jaar van zijn leven woonde en werkte hij in Amsterdam.

## Beginjaren
Errol Sawyer is de zoon van Robert Earl Sawyer (1923–1994) en Mamie Lucille Donaldson (1928–2009). Zijn vader was een Afro-Amerikaanse toneelschrijver, acteur, regisseur en producent wiens familie vanuit Nassau, in de Bahama's, naar Miami, in Florida, emigreerde.  Zijn moeder was een Afro-Amerikaanse en Cherokee-Indiaanse, afkomstig uit Bainbridge, in Georgia. Zij werkte 25 jaar lang als hoofd van de Intensive Care Unit in de Bronx-Lebanon Hospital Center in The Bronx in de stad New York. Zij hield veel van theater.
In 1950 verhuisde Sawyer met zijn moeder en zuster Wanda van Miami naar Harlem, in New York, en drie jaar later naar The Bronx. In 1961 voltooide hij de James Monroe middelbare school. Van 1962-1966 studeerde hij geschiedenis en politicologie aan de Universiteit van New York en verhuisde naar Greenwich Village. Hier kwam hij in contact met een andere wereld van kunst en cultuur en met schaken dat tot op de dag van vandaag een passie van hem is. De geest van de jaren zestig, inclusief Woodstock, slokte hem op en inspireerde hem. In Micky Ruskin's club, Max's Kansas City, waar hij regelmatig kwam, ontmoette hij Jimi Hendrix, Robert Rauschenberg, Larry Rivers, Claes Oldenburg, Andy Warhol en Diane Arbus. Arbus zou later foto's van hem maken in haar studio.

## Carrière
In 1968 vond Sawyer zijn roeping als fotograaf terwijl hij aan het rondreizen was in Colombia, Ecuador en Peru. Hij kocht zijn allereerste camera, een Kowa, in 1966 en werd een professionele fotograaf in 1971 nadat hij zijn eerste opdrachten in Londen had gekregen. In het begin van zijn carrière zegt hij te zijn beïnvloed door de fotografen James Moore, Bill Silano, Richard Avedon en Gosta Peterson.
In de jaren zeventig woonde en werkte Sawyer in Parijs en Londen. Zijn foto's werden gepubliceerd in onder meer Dépêche Mode, ELLE en Vogue in Frankrijk. In dezelfde tijd fotografeerde hij de schilder Beauford Delaney, en de actrices Patti D'Arbanville, Jessica Lange en Maria Schneider in Parijs. In 1973, nam hij de eerste modelfoto's van Christie Brinkley en overreedde John Casablancas om haar in zijn Parijse Elite Model Management te accepteren.
In 1978 ging Sawyer terug naar New York en werkte hij voor tijdschriften als Essence, New York Magazine, Working Women en American Vogue. Hij kreeg opdrachten voor Avon, Germaine Monteil en Max Factor. Tegelijkertijd ging hij door met zijn straatfotografie.
Sinds 1984 heeft Sawyer multiculturele projecten gedaan voor onder andere L'Oréal en Vis-A-Vis Magazine, maar het merendeel van zijn tijd spendeert hij aan documentaire en straatfotografie: met daglicht gemaakte analoge zwart-witfoto's in de straten van New York, Parijs en Amsterdam, waar hij sinds 1999 woont. Zijn kunstfoto's zijn gepubliceerd in The Sun, Zone Zero Magazine van Pedro Meyer, PF Magazine en het Filosofie Magazine in Nederland.
Van 2006 tot 2010 was Sawyer gastdocent fotografie aan de Technische Universiteit Delft. 
In 2010 verscheen zijn fotoboek City Mosaic. Het boek bevat 64 zwart-witfoto's van hoofdzakelijk New York, Parijs en Amsterdam. De foto's zijn verdeeld over drie hoofdstukken: "Graffiti", "Portraits & City Scenes" en "Perspectives".

## Tentoonstellingen
- 1988 – Children in East End. 4th Street Gallery, New York, VS.
- 1991 – Children in East End. Royal Photographic Society, Bath, Engeland.
- 1991 – Paris. La Musée de la Photographie, Bièvre, Frankrijk.
- 1991 – Graffiti. Foto Huset Gallery, Götenburg, Zweden.
- 1992 – Graffiti. No Name Gallery, Basel, Zwitserland.
- 2000 – City Mosaic. La Chambre Claire Gallery, Parijs, Frankrijk.[12]
- 2010 – Diofior, a village in Senegal. Amsterdam Royal Gallery, Amsterdam, Nederland.[13]

## Collecties
- La Bibliothèque Nationale, Parijs, Frankrijk, 1974 en 2001. 37 foto's.[14]
- Schomburg Center for Research in Black Culture, Harlem, New York, 1997. 40 foto's.
- La Musée de la Photographie, Bièvre, Frankrijk, 1991. 6 foto's.
- Eric Franck, Londen, Engeland, 1997. 21 foto's.[15]
- Fadi Zahar, La Chambre Claire Gallery, Parijs, Frankrijk, 2000. 4 foto's.
- Museum of Fine Arts, Houston, Texas, 2004. 2 foto's in de 'Manfred Heiting Collection.'[16]
- Victoria & Albert Museum, Londen, Engeland. Werk toegevoegd aan de National Art Library Collection, 2005.[17]
- Tate Gallery, Britain, Londen, Engeland, 2012. 22 foto's in de 'London Collection' van Eric en Louise Franck.[18]